# Angélica María
Angélica María Hartman Ortiz (Nova Orleans, Louisiana, 27 de setembre de 1944), coneguda com la Novia de México és una actriu i cantant mexicanoestadounidenca. Com a intèrpret, es va especialitzar en els gèneres de rock and roll, pop i balada romàntica.

## Biografia i carrera

### 1944-1949: primers anys
Angélica María Hartman Ortiz va néixer el 27 de setembre de 1944 en Nova Orleans, Louisiana, sent filla de l'estatunidenc Arnold Frederic Hartman i de la mexicana Angélica de Jesús Ortiz Sandoval. Des de molt petita va estar prop del món artístic gràcies al seu pare, qui era músic dels Estats Units. Els seus pares es van separar quan ella tenia a penes cinc anys d'edat, i la seva mare es va quedar amb la seva custòdia, després va portar-la-hi a viure a Ciutat de Mèxic.

### Època d'Or del cinema mexicà
En 1949, va assistir a una festa amb la seva tia materna, Yolanda Ortiz, en la qual es trobava el productor de cinema Gregorio Wallerstein, qui va comentar que buscava a un nen per a ser protagonista de la seva pròxima pel·lícula, Pecado. En escoltar això es va recollir el pèl i va demanar que li’l tallessin, fet que va fer gràcia al productor, qui la va convidar a participar en l'audició de la seva cinta, i finalment ella va ser qui es va quedar amb el paper del seu projecte, estrenat en 1950. Posteriorment, va prosseguir amb una carrera com actriu infantil durant l'Època d'Or del cinema mexicà, intervenint en pel·lícules com Una mujer decente (1950), La hija de la otra (1951), Los amantes (1951), Fierecilla (1951), Sígueme corazón (1952), i Mi esposa y la otra (1952). Aquesta última li va valer el guanyar un Premi Ariel el 1953, com a part de la categoria a millor actuació infantil.
El 1955, va protagonitzar La mala semilla i el 1956 Sublime melodía.

### 1956-2006: Consagració actoral i incursió musical
Conclòs el cinema d'or en 1956, la seva filmografia va prosseguir a la fi dels cinquanta amb títols com El buen ladrón (1957) i Música de siempre (1958). Va consolidar la seva carrera en dur a terme produccions com Bajo el manto de la noche, El señor... Tormenta i Muerte en el ring. Gràcies al seu èxit, va ser batejada com «la núvia de la Joventut» i, més endavant, el periodista Octavio de Alba la va nomenar «la Núvia de Mèxic».
En 1966, va viatjar a Espanya, i va realitzar la pel·lícula Fray Torero, amn Paco Camino. El 1967, va estrenar 5 de chocolate y 1 de fresa.
En 1968, es va canviar a la companyia RCA Victor, va gravar una versió en espanyol del tema italià «Cuando me enamoro». Va gravar quatre discos més. En 1969, va gravar dos LP: La paloma i va gravar el LP La novia de la juventud, que contenia cançó protesta com «Adiós abuelo», «Por ti y por mi», i «Soñar con la verdad».
Pel 1970, va gravar un altre LP amb RCA Victor. D'aquest disc es desprèn la cançó: «A dónde va nuestro amor», que va ser tema de la telenovel·la Muchacha italiana viene a casarse. El mateix any va protagonitzar La verdadera vocación de Magdalena, per a la qual va aparèixer com a intèrpret i va gravar algunes escenes durant el Festival de Avándaro, que es va convertir en el concert de rock més important en la història de Mèxic.
En 1995, va fer teatre infantil amb l'obra La isla de los niños, i en 1996 va realitzar un paper en Bendita mentira. En 1997, María va patir càncer de mama, i va rebre tractament. En 1998, al costat de la seva filla, Angèlica Vale, va crear la companyia «Producciones Angélica Ortiz» i va debutar com a productora de la comèdia musical La Cenicienta.
En 1999, va realitzar una actuació especial en la telenovel·la Rosalinda.
En 2004, va tornar als estudis de gravació al costat de Juan Sebastián, i va realitzar el disc «Tribut». El mateix any, es va integrar al repartiment de la telenovel·la Amar otra vez.

### 2006-present: projectes i vida posterior
En 2006, va acudir a l'anomenat de La fea más bella, telenovel·la protagonitzada per la seva filla.
En 2008, va rebre de la Acadèmia Llatina de la Gravació el Premi Excel·lència Musical 2008 Grammy Llatí Honorífic, guardó que s'atorga en la categoria de premis especials en realitzar-se el lliurament anual del Grammy Llatí, concedit a personalitats que de manera excepcional han contribuït al llegat musical i del camp de la gravació. En 2009, va aparèixer en un capítol de la sèrie Mujeres asesinas.
En 2011 va participar en les telenovel·les; Aurora, Mi corazón insiste, i La casa de al lado. Un any després va participar en la producció Qué bonito amor.
El 2015, Angélica Vale i Angélica María gravaren plegades el disc «Dinastía».
El 7 de setembre de 2024, durant la LXVI edició dels Premis Ariel, se li va atorgar l'Ariel d'Or en reconeixement de la seva trajectòria artística.

## Filmografia

### Cinema

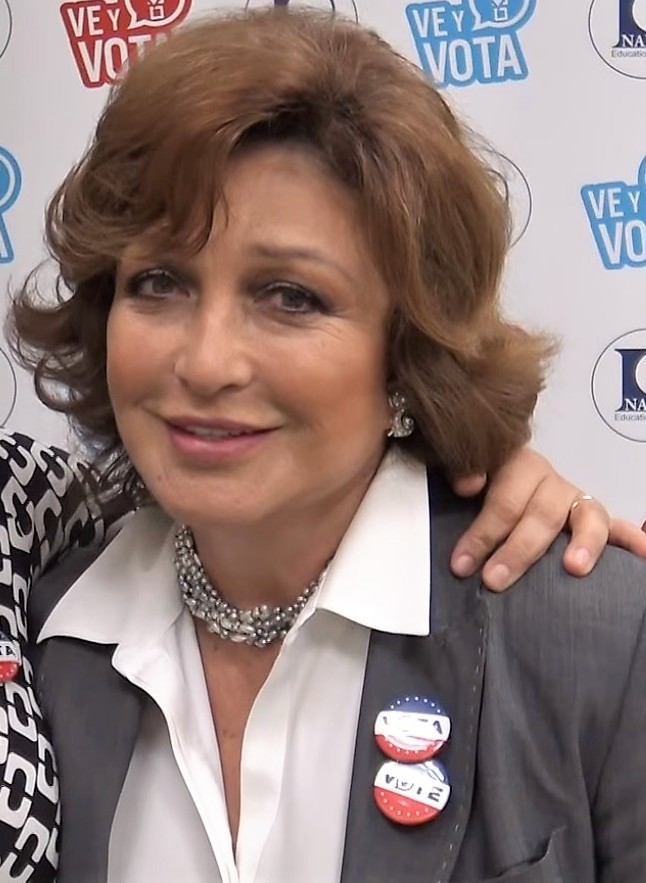
Angélica María el 2016.

| Any  | Pel·lícula                                 | Personatge                      |
| ---- | ------------------------------------------ | ------------------------------- |
| 1950 | Una mujer decente                          | Rodolfo, fill de Rosa           |
| 1950 | Pecado                                     | Miguelito                       |
| 1950 | La hija de la otra                         | Lupita petita                   |
| 1951 | Fierecilla                                 | Rosita nena                     |
| 1951 | Los amantes                                | Gloria                          |
| 1951 | Sígueme corazón                            | María Luisa                     |
| 1951 | Mi esposa y la otra                        | Carmelita                       |
| 1951 | La ausente                                 | Rosita                          |
| 1952 | Dos caras tiene el destino                 | Rosa María                      |
| 1952 | Sucedió en Acapulco                        | Nena empleada per xantatgistes  |
| 1952 | Secretaria particular                      | Venus                           |
| 1952 | La cobarde                                 | Mara nena                       |
| 1954 | El secreto de una mujer                    | Personatge desconegut           |
| 1956 | Los Gavilanes                              | Micaela/Florecita               |
| 1956 | Sublime melodía                            | Clarita                         |
| 1956 | Música de siempre                          | Ballarina                       |
| 1956 | El buen ladrón                             | Angélica                        |
| 1959 | Triunfa la pandilla                        | La Cachuquis                    |
| 1959 | La pandilla se divierte                    | La Cachuquis                    |
| 1959 | La pandilla en acción                      | La Cachuquis                    |
| 1959 | Aventuras de la pandilla                   | La Cachuquis                    |
| 1960 | Las hijas del Amapolo                      | Colo o Socorro                  |
| 1961 | Cuatro curvas peligrosas                   | Tere                            |
| 1961 | Muchachas que trabajan                     | Tere                            |
| 1962 | El cielo y la tierra                       | Marisa                          |
| 1962 | Tormenta en el ring                        | Rosita                          |
| 1962 | Los signos del zodiaco                     | Sofía                           |
| 1962 | El señor... Tormenta                       | Rosita                          |
| 1962 | Mi vida es una canción                     | Marta                           |
| 1962 | Bajo el manto de la noche                  | Margot                          |
| 1963 | Vivir de sueños                            | María                           |
| 1963 | La sombra de los hijos                     | Nora                            |
| 1963 | Napoleoncito                               | Rosita                          |
| 1963 | Mi alma por un amor                        | Marga                           |
| 1963 | Adorada enemiga                            | Patricia                        |
| 1964 | Perdóname mi vida                          | Personatge desconegut           |
| 1964 | Mi héroe                                   | Mané                            |
| 1964 | El gángster                                | Personatge desconegut           |
| 1966 | Fray Torero                                | Mirta                           |
| 1966 | Sólo para ti                               | Elena Montero                   |
| 1966 | Me quiero casar                            | Personatge desconegut           |
| 1967 | 5 de chocolate y 1 de fresa                | Esperanza / Brenda / Domitila   |
| 1968 | Corazón salvaje                            | Mónica Molnar                   |
| 1968 | Romeo contra Julieta                       | Mané                            |
| 1968 | El cuerpazo del delito                     | Angélica (episodi "La rebelde") |
| 1969 | Como perros y gatos                        | Rosa                            |
| 1969 | Corazón contento o Somos novios            | Perla Blanca                    |
| 1969 | Alguien nos quiere matar                   | Carlota                         |
| 1970 | Ya se quién eres (te he estado observando) | Rosalba                         |
| 1971 | La verdadera vocación de Magdalena         | Magdalena / Irene Durán         |
| 1972 | ¡Quiero vivir mi vida!                     | Lucía                           |
| 1972 | El premio Nobel del amor                   | Leonarda Tomasa Isaaca          |
| 1972 | Entre monjas anda el diablo                | María                           |
| 1975 | Yo amo, tú amas, nosotros...               | Personatge desconegut           |
| 1977 | Penthouse de la muerte                     | Personatge desconegut           |
| 1978 | La guerra de los pasteles                  | Personatge desconegut           |
| 1983 | Matar a un extraño                         | Christina Carver                |
| 2002 | ¿Qué me va a hacer?                        | Personatge desconegut           |
| 2003 | La novia del mar/Sea of dreams             | Rina                            |
| 2010 | Años después                               | Personatge desconegut           |
| 2010 | Luna escondida                             | Personatge desconegut           |
| 2011 | Salsa Tel Aviv                             | Personatge desconegut           |
| 2017 | Coco                                       | Iaia Elena                      |
| 2021 | La Casa de las Flores: la pel·lícula       | Esperanza                       |

### Televisió
| Any       | Telenovel·la                      | Personatge                                             |
| --------- | --------------------------------- | ------------------------------------------------------ |
| 1960      | Cartas de amor                    | Isabel                                                 |
| 1966      | Más fuerte que tu amor            | Alicia                                                 |
| 1968      | Leyendas de México                | Iztaccíhuatl                                           |
| 1968      | El callejón del beso              | Érika                                                  |
| 1968      | Águeda                            | Águeda                                                 |
| 1969      | Puente de amor                    | Paula / Amelia                                         |
| 1971-1973 | Muchacha italiana viene a casarse | Valeria Donatti                                        |
| 1974      | Ana del aire                      | Ana Fernández                                          |
| 1975-1976 | El milagro de vivir               | Aura Velasco                                           |
| 1977-1978 | Corazón salvaje                   | Mónica Molnar                                          |
| 1979      | Yara                              | Yara                                                   |
| 1979      | El Chavo del 8                    | Yara                                                   |
| 1981      | El hogar que yo robé              | Andrea Montemayor De Velarde/Victoria                  |
| 1984      | Angélica María en...              | Ella mateixa                                           |
| 1986-1987 | Herencia maldita                  | Adela Beltrán                                          |
| 1987-1990 | Tres generaciones                 | Laura la madre                                         |
| 1989      | Hora marcada                      | Elena (episodi "Un guiño de ojo")                      |
| 1994      | Videoteatros                      | Lady Carlyne, episodi: «El abanico de Lady Windermere» |
| 1994-1995 | Agujetas de color de rosa         | Elisa Vda. de Armendares                               |
| 1996      | Bendita mentira                   | Esperanza Martínez de De la Mora                       |
| 1996      | La antorcha encendida             | Doña Bernarda de Muñiz                                 |
| 1999      | Rosalinda                         | Soledad Romero Vda de Del Castillo                     |
| 1999-2002 | Mujer, casos de la vida real      | Ramona/Nadia (episodi de 2002 "Naufragio")             |
| 2004      | Amar otra vez                     | Balbina Eslava                                         |
| 2006-2007 | La fea más bella                  | Doña Julieta Solís de Padilla                          |
| 2007      | Muchachitas como tú               | Ella mateixa                                           |
| 2007      | Amor sin maquillaje               | Mariana                                                |
| 2009      | Mujeres asesinas                  | Julia, encobridora (Julia Laviada)                     |
| 2010-2011 | Aurora                            | Pasión Urquijo                                         |
| 2011      | Mi corazón insiste                | Chabela Volcán                                         |
| 2011-2012 | La casa de al lado                | Cecilia Arismendi                                      |
| 2012-2013 | Qué bonito amor                   | Amalia García Vda. de Mendoza                          |
| 2017      | La fan                            | Valentina Gardiázabal                                  |
| 2023      | The Lincoln Lawyer                | Mamá Elena                                             |

## Discografia

### Senzills dècada de 1960
| Any  | Senzill                                          | Chart positions    | Chart positions      | Chart positions        |
| Any  | Senzill                                          | Èxits pop mexicans | U.S. Hot Latin Songs | U.S. Latin Pop Airplay |
| ---- | ------------------------------------------------ | ------------------ | -------------------- | ---------------------- |
| 1962 | "Edi Edi"                                        | -                  | -                    | -                      |
| 1962 | "Toco a tu puerta"                               | -                  | -                    | -                      |
| 1962 | "Johnny el enojón"                               | -                  | -                    | -                      |
| 1962 | "Dile adiós"                                     | -                  | -                    | -                      |
| 1963 | "Vivaracho"                                      | -                  | -                    | -                      |
| 1963 | "Souvenirs"                                      | -                  | -                    | -                      |
| 1963 | "No te puedo abrazar"                            | -                  | -                    | -                      |
| 1963 | "Con un beso pequeñísimo"                        | -                  | -                    | -                      |
| 1963 | "El día"                                         | -                  | -                    | -                      |
| 1963 | "Fortachón"                                      | -                  | -                    | -                      |
| 1964 | "Dominique"                                      | -                  | -                    | -                      |
| 1964 | "Sabor a nada"                                   | -                  | -                    | -                      |
| 1964 | "Ámame"                                          | -                  | -                    | -                      |
| 1964 | "Chariot"                                        | -                  | -                    | -                      |
| 1964 | "Tengo un amor"                                  | -                  | -                    | -                      |
| 1965 | "Sábado y domingo"                               | -                  | -                    | -                      |
| 1965 | "Yo que no vivo sin ti"                          | -                  | -                    | -                      |
| 1966 | "Pasto verde"                                    | -                  | -                    | -                      |
| 1966 | "Más fuerte que tu amor"                         | -                  | -                    | -                      |
| 1966 | "Yo te quiero todavía"                           | -                  | -                    | -                      |
| 1967 | "Esta tarde vi llover"                           | -                  | -                    | -                      |
| 1967 | "Sin pensar en mi"                               | -                  | -                    | -                      |
| 1968 | "Cinco de chocolate y uno de fresa"              | -                  | -                    | -                      |
| 1968 | "Porque tu no estás"                             | -                  | -                    | -                      |
| 1968 | "Cuando me enamoro"                              | -                  | -                    | -                      |
| 1968 | "Me gustas (duet amb Armando Manzanero)"         | -                  | -                    | -                      |
| 1968 | "Vivir"                                          | -                  | -                    | -                      |
| 1968 | "Te quiero, te amo (duet amb Armando Manzanero)" | -                  | -                    | -                      |
| 1968 | "Pensando en ti"                                 | -                  | -                    | -                      |
| 1969 | "La paloma"                                      | -                  | -                    | -                      |
| 1969 | "Palabra de amor"                                | -                  | -                    | -                      |
| 1969 | "Hola"                                           | -                  | -                    | -                      |
|      |                                                  |                    |                      |                        |

## Premis i nominacions

### Passeig de la fama de Hollywood
Per les seves contribucions a la indústria cinematogràfica i musical i en commemoració a les seves llavors 65 anys de carrera artística, el 25 de maig de 2016, se li va atorgar una estrella al passeig de la fama de Hollywood, localitzada en 7060 Hollywood Boulevard.

### Premis Ariel
| Any  | Categoria                | Treball nominat       | Resultat              | Ref.   |
| ---- | ------------------------ | --------------------- | --------------------- | ------ |
| 1953 | Millor actuació infantil | Mi esposa y la otra   | Guanyador             | [ 13 ] |
| 2024 | Ariel d'Or               | Trajectòria artística | Trajectòria artística | [ 8 ]  |

### Premis TVyNovelas
| Any  | Categoria                                        | Treball nominat                                  | Resultat  |
| ---- | ------------------------------------------------ | ------------------------------------------------ | --------- |
| 1994 | Premi especial per la seva trajectòria artística | Premi especial per la seva trajectòria artística | Guanyador |
| 1995 | Millor actriu protagonista                       | Agujetas de color de rosa                        | Nominat   |
| 1997 | Millor primera actriu                            | Bendita mentira                                  | Guanyador |
| 1997 | Millor actriu de repartiment                     | La antorcha encendida                            | Nominat   |
| 2000 | Premi especial pels seus 50 anys de carrera      | Premi especial pels seus 50 anys de carrera      | Guanyador |
| 2000 | Millor primera actriu                            | Rosalinda                                        | Nominat   |
| 2007 | Millor primera actriu                            | La fea más bella                                 | Nominat   |

### Premis Diosas de Plata
| Any  | Categoria                             | Treball nominat | Resultat' |
| ---- | ------------------------------------- | --------------- | --------- |
| 2012 | Diosa de Plata «María Félix» a Actriu | Años después    | Nominat   |
| 2012 | Paper de quadre femení                | Luna Escondida  | Nominat   |

### Premis ATP (associació de periodistes teatrals)
| Any  | Categoria           | Treball nominat       | Resultat  |
| ---- | ------------------- | --------------------- | --------- |
| 2007 | Reaparició de l'any | Emociones encontradas | Guanyador |

### Premis Grammy Llatins
| Any  | Categoria            | Premi                  |
| ---- | -------------------- | ---------------------- |
| 2008 | Excel·lència Musical | Grammy Llatí honorífic |

### People en Español
| Any  | Categoria                | Treball nominat | Resultat  |
| ---- | ------------------------ | --------------- | --------- |
| 2013 | Millor actriu secundària | Qué bonito amor | Guanyador |

### Premis Bravo
| Any  | Per                                                                                                 |
| ---- | --------------------------------------------------------------------------------------------------- |
| 2000 | Extraordinària Actriu i Cantant, als 50 anys d'activitat artística en el Teatre, Cinema i Televisió |

### Miami Life Awards
| Any  | Categoria      | Treball nominat    | Resultat  |
| ---- | -------------- | ------------------ | --------- |
| 2012 | Primera Actriu | Mi corazón insiste | Guanyador |